# Samfowlerite
La samfowlerite è un minerale.